# Magda (São Paulo)
Magda es un municipio brasileño del estado de São Paulo. Se localiza a una latitud 20º38'38" sur y a una longitud 50º13'34" oeste, estando a una altitud de 526 metros. La ciudad tiene una población de 3.200 habitantes (IBGE/2010). Magda pertenece a la Microrregión de Auriflama.
Posee un área de 311,7 km².

## Geografía

### Demografía
Datos del Censo - 2010
Población Total: 3.200
- Urbana: 2.655
- Rural: 545
  - Hombres: 1.651[6]
  - Mujeres: 1.549

Densidad demográfica (hab./km²): 10,27
Mortalidad infantil hasta 1 año (por mil): 10,70
Expectativa de vida (años): 74,25
Tasa de fertilidad (hijos por mujer): 1,96
Tasa de Alfabetización: 84,58%
Índice de Desarrollo Humano (IDH-M): 0,784
- IDH-M Salario: 0,704
- IDH-M Longevidad: 0,821
- IDH-M Educación: 0,826

(Fuente: IPEADATA)

### Carreteras
- SP-310

## Administración
- Prefecto: Leonardo Barbosa de Melo (2009/2012)
- Viceprefecto: Marcelo Lóis
- Presidente de la cámara: (2009/2010)